# Boscia salicifolia
Espèce
Classification phylogénétique
Boscia salicifolia est une espèce de plante du genre Boscia et de la famille des capparacées.